# دخيل الخليفة
دخيل محسن الخليفة (4 مايو 1964 - ) شاعر وصحفي كويتي. ولد في مدينة الكويت. يحمل شهادة الدارسة الثانوية وتوقف عن الدراسة لظروف أسرية صعبة. عمل في القسم الثقافي لمجلّة عرب الكويتية وصحف أخرى، وفي السلك العسكري بوزارة الداخلية. له دواوين شعرية عديدة.

## سيرته
ولد دخيل محسن الخليفة سنة 1964 في مدينة الكويت. توقف عن الدراسة بعد حصوله على شهادة الدراسة الثانويه من القسم الأدبي لظروف أسرية صعبة. عمل في القسم الثقافي لمجلة عرب الكويتية، وفي السلك العسكري بوزارة الداخلية، كما عمل سكرتيرا لتحرير لـأوان و المجالس ومحررا في الأنباء والسياسة والوسط في أقسام المحليات والخارجيات والرياضة والثقافة والفن والملاحق.

ساهم بتأسس ملتقى الثلاثاء الثقافي مع الشاعر المصري نادي حافظ، والكاتبين محمد السعيد وكريم الهزاع في سبتمبر 1996م، وقد نشر بعض مقالاته وقصائده في الصحف والمجلات المحلية والخليجية.

## شعره
وصف بأنه «ينتمي إلى تيار شعري مجدد في المشهد الأدبي الكويتي».

## مؤلفاته
من دواوينه الشعرية:
- عيون على بوابة المنفى، 1993
- بحر يجلس القرفصاء، 2000
- صحراء تخرج من فضاء القميص، 2007
- يد مقطوعة تطرق الباب، 2011
- صاعداً إلى أسفل البئر، 2014
- أعيدوا النظر في تلك المقبرة، 2016
- وردٌ أسمر يملأ رئتي، 2023.[7]

## الجوائز
- المركز الثاني في النسخة الأولى من برنامج «المعلقة» في فئة الشعر الفصيح عام 2023م.[8]